# 小組曲 (ニールセン)
小組曲（しょうくみきょく、Kleine Suite ）作品1（FS.6）は、カール・ニールセンがコペンハーゲンの音楽院を卒業した直後の1888年に作曲した弦楽合奏のための作品。同年9月8日にチボリ公園でのコンサートで初演されて成功を収め、翌1889年にコペンハーゲンのヴィルヘルム・ハンセン社から出版された。
弦楽合奏曲ではあるが、のちの交響曲の作曲へのステップが意識されており、また循環形式が用いられている。作風的にはロマン主義的で、スヴェンセンの影響が見て取れる。

## 構成
3楽章からなる。全曲で約16分。
1. 前奏曲　アンダンテ・コン・モート
2. 間奏曲　アレグロ・モデラート
3. アンダンテ・コン・モート